# Спёкшийся
«Спёкшийся» (англ. The Gingerdead Man) — американский комедийный слэшер, снятый режиссёром Чарльзом Бэндом и написанный Уильямом Батлером и Домоником Мюром. Титульную роль исполнил актёр Гэри Бьюзи.
В центре сюжета находится история маньяка (роль которого исполняет Бьюзи), который, по вине девушки Сары, оказывается казнён полицией. Однако дух убийцы вселяется в пряничного человечка, и, получив второй шанс, маньяк решает закончить своё дело и убить Сару.
В 2008 году состоялась премьера сиквела под названием «Спёкшийся 2».

## Сюжет
В небольшой закусочной в штате Техас серийный убийца Миллард Финдлмайер совершает убийство семейства Ли, оставив в живых только девушку Сару Ли и её мать Бетти Ли. Показания Сары против Милларда помогают полиции и маньяка судят. Судебный процесс приводит к тому, что Милларда казнят на электрическом стуле. Убитая горем мать Милларда собирает оставшийся от него прах и подсыпает его в муку для приготовления печенья.
Чуть позже Сара и Бетти пытаются удержать свой бизнес, небольшую пекарню, на плаву. Из-за стресса и горя от потери своих близких Бетти начинает употреблять алкоголь и Сара отправляет её домой вместе с другой работницей Джулией. После этого Сара знакомится с Джимми Дином, бизнесменом, который хочет купить недвижимость Сары, и его коварной дочерью Лорной.
Затем в пекарню поступает новая партия пряностей для выпечки, среди которой присутствует прах Милларда. Сара и работник пекарни Брик готовят пряник, но во время процесса замешивания теста Брик режет руку и его кровь смешивается с мукой. Затем Брик уходит на матч по борьбе и оставляет Сару одну. Тем временем Лорна проникает в пекарню, чтобы запустить туда крысу и, с её помощью, закрыть пекарню, но Сара обнаруживает её и между девушками происходит спор, в ходе которого Лорна случайно нажимает на выключатель, который включает духовку и оживляет Милларда в виде пряника.
В пекарню заходит парень Лорны, Амос, в то время как Миллард приходит в себя и устраивает хаос в пекарне. Сара, Лорна и Амос вынуждены объединиться, чтобы выжить и противостоять маньяку. Они пытаются запереть его в морозилке, в то время как Сара звонит в полицию, но провод связи оказывается разорван. Попытки Лорны дозвониться до отца также проваливаются. В пекарню заходят Бетти и Джулия, но Спёкшийся закрывает Бетти в духовке и запирает Джулию в морозилке.
К пекарне подъезжает Джимми, но Спёкшийся убивает его с помощью его же машины. Пока Сара и Амос вытаскивают Джулию из морозилки, Лорна выходит на улицу, видит труп своего отца и забирает его кольцо себе. Однако, когда она переступает через порог, срабатывает растяжка, которая вонзает Лорне нож прямо в лоб. Сара и Амос признаются друг другу в своих чувствах и пытаются вызволить Бетти из духовки, но Спёкшийся вырубает Амоса и запирает Сару внутри. Однако Амос быстро приходит в себя и спасает Сару.
Тем временем в пекарню возвращается Брик, который помогает Саре и Амосу усмирить Спёкшегося, который открывает беспорядочную пальбу из пистолета. Брику удаётся подобраться к прянику и откусить ему голову, но Спёкшийся вселяется в парня и нападает на Сару. Общими усилиями Саре и Амосу удаётся загнать Спёкшегося в духовку и сжечь его до тла.
Некоторое время спустя Амос и Сара устраивают распродажу печенья, чтобы помочь больнице. Двое детей просят имбирное печенье и медсестра, помогающая Саре и Амосу с распродажей, говорит, что пожилая дама (мать Милларда) совсем недавно принесла несколько свежих пряников. В конце фильма одна из покупательниц покупает имбирный пряник и посылкой отправляет его в Лос-Анджелес.

## В ролях
| Актёр            | Роль                         |
| ---------------- | ---------------------------- |
| Гэри Бьюзи       | Миллард Финдлмайер/Спёкшийся |
| Робин Сидни      | Сара Ли                      |
| Райан Лок        | Амос Кэдбери                 |
| Алексия Алеман   | Лорна Дин                    |
| Джонатан Чейз    | Брик Филдс                   |
| Мэгги Блай       | Бетти Ли                     |
| Ларри Седар      | Джимми Дин                   |
| Е. Ди Биддлкам   | мать Милларда                |
| Даниэла Мелгоза  | Джулия                       |
| Ньюэлл Александр | Джеймс Ли                    |
| Джеймс Снайдер   | Джереми Ли                   |

## Производство
Производство фильма было начато ещё в 2001 году. Тогда планировалось, что Спёкшийся будет полностью создан с помощью компьютерной графики, но вскоре было решено создать полноценную кукольную модель пряника, чтобы добиться большей реалистичности в кадре. Созданием кукольных моделей Спёкшегося занимался мастер по спецэффектам Джон Карл Бюхлер.
Режиссёр фильма Чарльз Бэнд предложил актёру Гэри Бьюзи $25 тыс. за участие в фильме и считал, что он не согласится, однако, к очень большому удивлению и радости Бэнда, Бьюзи сразу же согласился на главную роль в фильме.

## Критика
Веб-сайт Bloody Good Horror дал фильму негативную оценку, сказав, что: «Это один из самых коротких, но при этом самых тяжёлых для просмотра фильмов, которые я когда-либо видел». Основной критике подверглись юмор и сценарий фильма.
Веб-сайт Horror Society также дал фильму негативную оценку, обращая внимание на отсутствие в фильме как такового сюжета и ужасную игру актёров.

## Сиквел
9 октября 2007 года стало известно, что съёмки сиквела «Спёкшегося» под названием «Спёкшийся 2» официально стартовали.
Премьера сиквела состоялась в 2008 году.